# Enzo (песня)
«Enzo» — песня французского продюсера DJ Snake и американского рэпера Sheck Wes при участии рэпера из Атланты 21 Savage и американских рэперов Offset и Гуччи Мейна. Она была выпущена 24 апреля 2019 года в качестве сингла со второго студийного альбома Snake «Carte Blanche» (2019).

## Продвижение
23 апреля 2019 года DJ Snake поделился обложкой сингла в Twitter и сказал, что трек будет выпущен на следующий день.

## Чарты
| Чарт (2019)                    | Высшая позиция |
| ------------------------------ | -------------- |
| New Zealand Hot Singles (RMNZ) | 21             |

## История релиза
| Регион | Дата           | Формат                       | Лейбл              | Примечания |
| ------ | -------------- | ---------------------------- | ------------------ | ---------- |
| Разные | 24 апреля 2019 | Цифровое скачивание стриминг | Interscope Records | [ 3 ]      |
| США    | 14 мая 2019    | Rhythmic contemporary        | Interscope Records | [ 5 ]      |